# August Stapel
Wilhelm Ludwig August Stapel (ur. 1801 w Berlinie, zm. 1871 w Dreźnie) – niemiecki architekt, urzędnik i rysownik.

## Życiorys
Stapel studiował na Akademii Budowlanej w Berlinie w kręgu Karla Friedricha Schinkela. W latach 1832–1844 był budowniczym miejskim w Halle an der Saale i nosił w tym czasie tytuł Stadtbaumeister und Regierungs-Bau-Conducteur (budowniczy miejski i rządowy kierownik budowy). W 1844 został budowniczym ziemskim (Landbaumeister) oraz budowniczym rządowym (Regierungsbaumeister) w Opolu, a między jesienią 1846 i wiosną 1848 został przeniesiony na stanowisko ziemskiego inspektora budowlanego (Landbauinspektor) w Anklam. W 1850 Stapel został wybrany na dwunastoletnią kadencję na radcę miejskiego i budowlanego (Stadt- und Baurat) we Wrocławiu i 21 lutego 1850 objął urząd, jednak już 1 kwietnia 1855 opuścił go na własną prośbę.
W Marienbibliothek w Halle przechowywany jest szkicownik Stapela ze 182 rysunkami, w tym 52 widokami miasta Halle, stanowiący ważny dokument z epoki.